# Лејк Плесид (Флорида)
Лејк Плесид (енгл. Lake Placid) град је у америчкој савезној држави Флорида. По попису становништва из 2010. у њему је живело 2.223 становника.

## Демографија
Према попису становништва из 2010. у граду је живело 2.223 становника, што је 555 (33,3%) становника више него 2000. године.
| Група             | 2000.       | 2010.         |
| Белци             | 966 (57,9%) | 991 (44,6%)   |
| Афроамериканци    | 166 (10,0%) | 158 (7,1%)    |
| Азијати           | 11 (0,7%)   | 26 (1,2%)     |
| Хиспаноамериканци | 508 (30,5%) | 1.024 (46,1%) |
| Укупно            | 1.668       | 2.223         |